# 2016-os Formula–1 amerikai nagydíj
Az amerikai nagydíj volt a 2016-os Formula–1 világbajnokság tizennyolcadik futama, amelyet 2016. október 21. és október 23. között rendeztek meg az Amerikai Egyesült Államokbeli Circuit of the Americason, Austinban.

## Szabadedzések

### Első szabadedzés
Az amerikai nagydíj első szabadedzését október 21-én, pénteken délelőtt tartották.
| helyezés | versenyző          | csapat/motor         | elért idő | különbség | futott kör |
| -------- | ------------------ | -------------------- | --------- | --------- | ---------- |
| 1        | Lewis Hamilton     | Mercedes             | 1:37,428  | −         | 25         |
| 2        | Nico Rosberg       | Mercedes             | 1:37,743  | +0,315    | 27         |
| 3        | Max Verstappen     | Red Bull-TAG Heuer   | 1:39,379  | +1,951    | 28         |
| 4        | Kimi Räikkönen     | Ferrari              | 1:39,407  | +1,979    | 21         |
| 5        | Nico Hülkenberg    | Force India-Mercedes | 1:39,712  | +2,284    | 27         |
| 6        | Valtteri Bottas    | Williams-Mercedes    | 1:39,776  | +2,348    | 30         |
| 7        | Daniel Ricciardo   | Red Bull-TAG Heuer   | 1:39,963  | +2,535    | 26         |
| 8        | Sebastian Vettel   | Ferrari              | 1:39,988  | +2,560    | 15         |
| 9        | Danyiil Kvjat      | Toro Rosso-Ferrari   | 1:40,131  | +2,703    | 16         |
| 10       | Carlos Sainz Jr.   | Toro Rosso-Ferrari   | 1:40,140  | +2,712    | 26         |
| 11       | Felipe Massa       | Williams-Mercedes    | 1:40,191  | +2,763    | 27         |
| 12       | Felipe Nasr        | Sauber-Ferrari       | 1:40,287  | +2,859    | 16         |
| 13       | Fernando Alonso    | McLaren-Honda        | 1:40,362  | +2,934    | 26         |
| 14       | Romain Grosjean    | Haas-Ferrari         | 1:40,826  | +3,398    | 15         |
| 15       | Esteban Gutiérrez  | Haas-Ferrari         | 1:40,970  | +3,542    | 15         |
| 16       | Marcus Ericsson    | Sauber-Ferrari       | 1:41,170  | +3,742    | 17         |
| 17       | Alfonso Celis, Jr. | Force India-Mercedes | 1:41,422  | +3,994    | 27         |
| 18       | Jenson Button      | McLaren-Honda        | 1:41,663  | +4,235    | 21         |
| 19       | Kevin Magnussen    | Renault              | 1:41,942  | +4,514    | 22         |
| 20       | Jordan King        | Manor-Mercedes       | 1:42,012  | +4,584    | 29         |
| 21       | Jolyon Palmer      | Renault              | 1:42,332  | +4,904    | 31         |
| 22       | Esteban Ocon       | Manor-Mercedes       | 1:43,874  | +6,446    | 27         |

### Második szabadedzés
Az amerikai nagydíj második szabadedzését október 21-én, pénteken délután tartották.
| helyezés | versenyző         | csapat/motor         | elért idő | különbség | futott kör |
| -------- | ----------------- | -------------------- | --------- | --------- | ---------- |
| 1        | Nico Rosberg      | Mercedes             | 1:37,358  | −         | 33         |
| 2        | Daniel Ricciardo  | Red Bull-TAG Heuer   | 1:37,552  | +0,194    | 33         |
| 3        | Lewis Hamilton    | Mercedes             | 1:37,649  | +0,291    | 32         |
| 4        | Sebastian Vettel  | Ferrari              | 1:38,178  | +0,820    | 35         |
| 5        | Max Verstappen    | Red Bull-TAG Heuer   | 1:38,258  | +0,900    | 27         |
| 6        | Nico Hülkenberg   | Force India-Mercedes | 1:38,508  | +1,150    | 32         |
| 7        | Sergio Pérez      | Force India-Mercedes | 1:38,568  | +1,210    | 31         |
| 8        | Jenson Button     | McLaren-Honda        | 1:38,713  | +1,355    | 29         |
| 9        | Fernando Alonso   | McLaren-Honda        | 1:38,801  | +1,443    | 30         |
| 10       | Kimi Räikkönen    | Ferrari              | 1:38,865  | +1,507    | 31         |
| 11       | Carlos Sainz Jr.  | Toro Rosso-Ferrari   | 1:38,971  | +1,613    | 31         |
| 12       | Kevin Magnussen   | Renault              | 1:39,159  | +1,801    | 23         |
| 13       | Felipe Nasr       | Sauber-Ferrari       | 1:39,189  | +1,831    | 28         |
| 14       | Valtteri Bottas   | Williams-Mercedes    | 1:39,197  | +1,839    | 34         |
| 15       | Danyiil Kvjat     | Toro Rosso-Ferrari   | 1:39,202  | +1,844    | 36         |
| 16       | Felipe Massa      | Williams-Mercedes    | 1:39,281  | +1,923    | 30         |
| 17       | Jolyon Palmer     | Renault              | 1:39,455  | +2,097    | 34         |
| 18       | Romain Grosjean   | Haas-Ferrari         | 1:39,554  | +2,196    | 24         |
| 19       | Esteban Ocon      | Manor-Mercedes       | 1:40,086  | +2,728    | 27         |
| 20       | Esteban Gutiérrez | Haas-Ferrari         | 1:40,114  | +2,756    | 26         |
| 21       | Marcus Ericsson   | Sauber-Ferrari       | 1:40,219  | +2,861    | 28         |
| 22       | Pascal Wehrlein   | Manor-Mercedes       | 1:41,131  | +3,773    | 31         |

### Harmadik szabadedzés
Az amerikai nagydíj harmadik szabadedzését október 22-én, szombaton délelőtt tartották.
| helyezés | versenyző         | csapat/motor         | elért idő | különbség | futott kör |
| -------- | ----------------- | -------------------- | --------- | --------- | ---------- |
| 1        | Max Verstappen    | Red Bull-TAG Heuer   | 1:36,766  | −         | 16         |
| 2        | Daniel Ricciardo  | Red Bull-TAG Heuer   | 1:37,032  | +0,266    | 19         |
| 3        | Kimi Räikkönen    | Ferrari              | 1:37,284  | +0,518    | 15         |
| 4        | Lewis Hamilton    | Mercedes             | 1:37,483  | +0,717    | 12         |
| 5        | Nico Rosberg      | Mercedes             | 1:37,784  | +1,018    | 10         |
| 6        | Sebastian Vettel  | Ferrari              | 1:37,894  | +1,128    | 8          |
| 7        | Nico Hülkenberg   | Force India-Mercedes | 1:37,948  | +1,182    | 17         |
| 8        | Valtteri Bottas   | Williams-Mercedes    | 1:38,188  | +1,422    | 16         |
| 9        | Jenson Button     | McLaren-Honda        | 1:38,212  | +1,446    | 14         |
| 10       | Fernando Alonso   | McLaren-Honda        | 1:38,452  | +1,686    | 13         |
| 11       | Sergio Pérez      | Force India-Mercedes | 1:38,512  | +1,746    | 16         |
| 12       | Jolyon Palmer     | Renault              | 1:38,528  | +1,762    | 14         |
| 13       | Felipe Massa      | Williams-Mercedes    | 1:38,607  | +1,841    | 15         |
| 14       | Danyiil Kvjat     | Toro Rosso-Ferrari   | 1:38,691  | +1,925    | 16         |
| 15       | Carlos Sainz Jr.  | Toro Rosso-Ferrari   | 1:38,710  | +1,944    | 6          |
| 16       | Esteban Gutiérrez | Haas-Ferrari         | 1:38,939  | +2,173    | 13         |
| 17       | Romain Grosjean   | Haas-Ferrari         | 1:39,097  | +2,331    | 13         |
| 18       | Kevin Magnussen   | Renault              | 1:39,105  | +2,339    | 14         |
| 19       | Marcus Ericsson   | Sauber-Ferrari       | 1:39,239  | +2,473    | 14         |
| 20       | Felipe Nasr       | Sauber-Ferrari       | 1:39,509  | +2,743    | 14         |
| 21       | Esteban Ocon      | Manor-Mercedes       | 1:39,771  | +3,005    | 19         |
| 22       | Pascal Wehrlein   | Manor-Mercedes       | 1:41,427  | +4,661    | 7          |

## Időmérő edzés
Az amerikai nagydíj időmérő edzését október 22-én, szombaton futották.
| helyezés              | rajtszám | versenyző         | csapat/motor         | 1. rész  | 2. rész  | 3. rész  | rajthely | futott kör |
| --------------------- | -------- | ----------------- | -------------------- | -------- | -------- | -------- | -------- | ---------- |
| 1                     | 44       | Lewis Hamilton    | Mercedes             | 1:36,296 | 1:36,450 | 1:34,999 | 1        | 13         |
| 2                     | 6        | Nico Rosberg      | Mercedes             | 1:36,397 | 1:36,351 | 1:35,215 | 2        | 13         |
| 3                     | 3        | Daniel Ricciardo  | Red Bull-TAG Heuer   | 1:36,759 | 1:36,255 | 1:35,509 | 3        | 12         |
| 4                     | 33       | Max Verstappen    | Red Bull-TAG Heuer   | 1:36,613 | 1:36,857 | 1:35,747 | 4        | 12         |
| 5                     | 7        | Kimi Räikkönen    | Ferrari              | 1:36,985 | 1:36,584 | 1:36,131 | 5        | 12         |
| 6                     | 5        | Sebastian Vettel  | Ferrari              | 1:37,151 | 1:36,462 | 1:36,358 | 6        | 13         |
| 7                     | 27       | Nico Hülkenberg   | Force India-Mercedes | 1:36,950 | 1:36,626 | 1:36,628 | 7        | 12         |
| 8                     | 77       | Valtteri Bottas   | Williams-Mercedes    | 1:37,456 | 1:37,202 | 1:37,116 | 8        | 12         |
| 9                     | 19       | Felipe Massa      | Williams-Mercedes    | 1:37,402 | 1:37,214 | 1:37,269 | 9        | 12         |
| 10                    | 55       | Carlos Sainz Jr.  | Toro Rosso-Ferrari   | 1:37,744 | 1:37,175 | 1:37,326 | 10       | 14         |
| 11                    | 11       | Sergio Pérez      | Force India-Mercedes | 1:37,345 | 1:37,353 |          | 11       | 10         |
| 12                    | 14       | Fernando Alonso   | McLaren-Honda        | 1:37,913 | 1:37,417 |          | 12       | 11         |
| 13                    | 26       | Danyiil Kvjat     | Toro Rosso-Ferrari   | 1:37,844 | 1:37,480 |          | 13       | 12         |
| 14                    | 21       | Esteban Gutiérrez | Haas-Ferrari         | 1:38,053 | 1:37,773 |          | 14       | 10         |
| 15                    | 30       | Jolyon Palmer     | Renault              | 1:38,084 | 1:37,935 |          | 15       | 9          |
| 16                    | 9        | Marcus Ericsson   | Sauber-Ferrari       | 1:38,040 | 1:39,356 |          | 16       | 11         |
| 17                    | 8        | Romain Grosjean   | Haas-Ferrari         | 1:38,308 |          |          | 17       | 8          |
| 18                    | 20       | Kevin Magnussen   | Renault              | 1:38,317 |          |          | 18       | 6          |
| 19                    | 22       | Jenson Button     | McLaren-Honda        | 1:38,327 |          |          | 19       | 6          |
| 20                    | 94       | Pascal Wehrlein   | Manor-Mercedes       | 1:38,548 |          |          | 20       | 9          |
| 21                    | 12       | Felipe Nasr       | Sauber-Ferrari       | 1:38,583 |          |          | 21       | 8          |
| 22                    | 31       | Esteban Ocon      | Manor-Mercedes       | 1:38,806 |          |          | 22       | 8          |
| 107%-os idő: 1:43,036 |          |                   |                      |          |          |          |          |            |

## Futam
Az amerikai nagydíj futama október 23-án, vasárnap rajtolt.
| helyezés | rajtszám | versenyző         | csapat/motor         | futott kör | idő/kiesés oka   | rajthely | pont |
| -------- | -------- | ----------------- | -------------------- | ---------- | ---------------- | -------- | ---- |
| 1        | 44       | Lewis Hamilton    | Mercedes             | 56         | 1:38:12,618      | 1        | 25   |
| 2        | 6        | Nico Rosberg      | Mercedes             | 56         | +4,520           | 2        | 18   |
| 3        | 3        | Daniel Ricciardo  | Red Bull-TAG Heuer   | 56         | +19,692          | 3        | 15   |
| 4        | 5        | Sebastian Vettel  | Ferrari              | 56         | +43,134          | 6        | 12   |
| 5        | 14       | Fernando Alonso   | McLaren-Honda        | 56         | +1:33,953        | 12       | 10   |
| 6        | 55       | Carlos Sainz Jr.  | Toro Rosso-Ferrari   | 56         | +1:36,124        | 10       | 8    |
| 7        | 19       | Felipe Massa      | Williams-Mercedes    | 55         | +1 kör           | 9        | 6    |
| 8        | 11       | Sergio Pérez      | Force India-Mercedes | 55         | +1 kör           | 11       | 4    |
| 9        | 22       | Jenson Button     | McLaren-Honda        | 55         | +1 kör           | 19       | 2    |
| 10       | 8        | Romain Grosjean   | Haas-Ferrari         | 55         | +1 kör           | 17       | 1    |
| 11       | 26       | Danyiil Kvjat     | Toro Rosso-Ferrari   | 55         | +1 kör           | 13       |      |
| 12[1]    | 20       | Kevin Magnussen   | Renault              | 55         | +1 kör           | 18       |      |
| 13       | 30       | Jolyon Palmer     | Renault              | 55         | +1 kör           | 15       |      |
| 14       | 9        | Marcus Ericsson   | Sauber-Ferrari       | 55         | +1 kör           | 16       |      |
| 15       | 12       | Felipe Nasr       | Sauber-Ferrari       | 55         | +1 kör           | 21       |      |
| 16       | 77       | Valtteri Bottas   | Williams-Mercedes    | 55         | +1 kör           | 8        |      |
| 17       | 94       | Pascal Wehrlein   | Manor-Mercedes       | 55         | +1 kör           | 20       |      |
| 18       | 31       | Esteban Ocon      | Manor-Mercedes       | 54         | +2 kör           | 22       |      |
| ki       | 7        | Kimi Räikkönen    | Ferrari              | 38         | kerék            | 5        |      |
| ki       | 33       | Max Verstappen    | Red Bull-TAG Heuer   | 28         | sebességváltó    | 4        |      |
| ki       | 21       | Esteban Gutiérrez | Haas-Ferrari         | 16         | fékek            | 14       |      |
| ki       | 27       | Nico Hülkenberg   | Force India-Mercedes | 1          | baleseti sérülés | 7        |      |

Megjegyzés:
- ↑ 1:  — Kevin Magnussen eredetileg a 11. helyen ért célba, azonban Danyiil Kvjat szabálytalan megelőzéséért utólag kapott egy 5 másodperces időbüntetést, ezzel pedig visszacsúszott a 12. helyre.[2]

## A világbajnokság állása a verseny után
| H   | Versenyzők       | Pont | H   | Konstruktőrök        | Pont |
| --- | ---------------- | ---- | --- | -------------------- | ---- |
| 1.  | Nico Rosberg     | 331  | 1.  | Mercedes             | 636  |
| 2.  | Lewis Hamilton   | 305  | 2.  | Red Bull-TAG Heuer   | 400  |
| 3.  | Daniel Ricciardo | 227  | 3.  | Ferrari              | 347  |
| 4.  | Sebastian Vettel | 177  | 4.  | Force India-Mercedes | 138  |
| 5.  | Kimi Räikkönen   | 170  | 5.  | Williams-Mercedes    | 130  |
| 6.  | Max Verstappen   | 165  | 6.  | McLaren-Honda        | 74   |
| 7.  | Sergio Pérez     | 84   | 7.  | Toro Rosso-Ferrari   | 55   |
| 8.  | Valtteri Bottas  | 81   | 8.  | Haas-Ferrari         | 29   |
| 9.  | Nico Hülkenberg  | 54   | 9.  | Renault              | 8    |
| 10. | Fernando Alonso  | 52   | 10. | Manor-Mercedes       | 1    |

(A teljes táblázat)

## Statisztikák
- Vezető helyen:
  - Lewis Hamilton: 53 kör (1-11) és (15-56)
  - Sebastian Vettel: 3 kör (12-14)
- Lewis Hamilton 58. pole-pozíciója[3] és 50. futamgyőzelme.
- Sebastian Vettel 27. versenyben futott leggyorsabb köre.
- A Mercedes 61. győzelme.
- Lewis Hamilton 101., Nico Rosberg 54., Daniel Ricciardo 17. dobogós helyezése.
- Romain Grosjean 100. nagydíja.[4]